# مؤسسه زیبایی ونوس
مؤسسه زیبایی ونوس (به انگلیسی: Venus Beauty Institute) فیلمی محصول سال ۱۹۹۹ و به کارگردانی تونی مارشال است. در این فیلم بازیگرانی همچون ناتالی بای، بول اوژیه، ساموئل له بیهان، ژاک بونافه، ماتیلدا سنیه، اودره توتو، کلیر نبوت، میشلین پرل، امانوئل ریوا، روبر حسین، ادیت اسکوب، کاترین هوسمالین، لیلیان روور، کلود جید، بریجیت روآن، کلر دنی، ماری ریورا، الن فیلیرس و الی مدیروس ایفای نقش کرده‌اند.